# 超電子生化人
《超電子生化人》，是由日本東映製作的《超級戰隊系列》第8部特攝作品，於1984年（昭和59年）2月4日至1985年1月26日期間每週六下午6時在朝日電視台首播。

## 作品特色
- 以「生物技術」為主題的戰隊。
- 首支同時擁有兩名女隊員的戰隊，並首次出現黃色女性戰士。
- 此作的單元怪人皆為大型機械人。

## 故事概要
在遙遠的過去，一顆擁有高度文明的星球－Bio星以其科學成功研發能促進物質活性化的Bio粒子，然而，Bio星卻因引發了內部戰爭導致滅亡，但同時當時Bio星人亦看中了銀河系上最美麗的星球－地球，故派遣了大型機械人Bio Robo以及支援機械人Peebo前往該處。而當他們抵達了地球後，為免地球同樣踏上Bio星的覆轍，因此Bio Robo亦對當地人釋放Bio粒子讓之擁有強健的體魄。
時隔500年後，一個以自稱為「世界第一的科學家」－Doctorman為首的機械人組織「新帝國Gear」開始對地球進行侵略行動，而察覺到危機的Bio Robo便重新起動，並召集了五名當時被Bio粒子沐浴的地球人之子孫成為「超電子生化人」與Gear戰鬥。

## 登場角色

### 超電子生化人
超電子生化人，由Peebo與Bio Robo集結了體內擁有Bio粒子能量之戰士。
鄉 史朗（ごう しろう）／ Red One
演：阪本良介
生化人的隊長，為日本第一位太空梭飛行員。
其個性具責任感並且很珍惜同伴之間的友誼。
由於身上擁有Bio粒子能量，故能夠其聽懂動物們之語言；而在變身後具有超電子Rader，能輕易找出敵人的目標。
從小便認為父母雙亡，直到後期才與親生父親重逢。
其他登場作品：《豪快者 護星者 超級戰隊199英雄大決戰》
高杉 真吾（たかすぎ しんご）／ Green Two
演：太田直人
生化人的副隊長。
是位賽車手，同時亦對機械維修方面也頗為在行。
運動神經相當好，高中時曾是棒球隊的主力投手，但卻因為練球太累而放棄，最後靠著眾人的幫助才重建自信。
在變身後具有超電子Scope的透視能力，能識破敵人偽裝；此外其亦能釋放能量回力刀Green Boomerang。
南原 龍太（なんばら りゅうた）／ Blue Three
演：大須賀昭人
漁民出身的青年。
具備敏捷的運動神經，並且深諳水性，擅長各種水上運動。
在變身後具有超電子Ear，能聽出極細微的聲響。
小泉 美佳（こいずみ ミカ）／ Yellow Four
演：矢島由紀
是位女攝影師。
其個性相當有個人意識及擁有強硬獨行的作風，而且對自己的格鬥及機車駕駛技巧很有自信。
其自身亦能希望繼承已離世的哥哥之遺志捕捉非洲的大自然，故起初亦因自己的夢想還沒達成而反對成為生化人，後來經過鄉等人的努力說服才讓她意識到作為團隊的重要性。
變身後具有超電子Holography，能按照其所看到的事物以影像重現及慢速回放。
後來因遭到Doctorman以其利用衛星收集的反Bio粒子製作的Bio粒子殺手槍連環槍擊，而最後被賽貢的火焰攻擊而不幸戰逝。
矢吹 純（やぶき ジュン）／ Yellow Four
演：田中澄子
於第11集初登場。
甫從歐洲練習射箭一年後回國的選手，而初登場時則替生化人解困，後來在被證實擁有Bio粒子之能量後便加入生化人。
原為奧運射箭代表隊候補成員，但為了生化人而不惜犧牲奧運金牌之路。
個性開朗不認輸且好奇心旺盛，並且其運動神經出色，也擅長芭蕾，但害怕蜘蛛。
變身後除了同樣具有超電子Holography外，並配備弓箭武器Bio Arrow。
桂木 光（かつらぎ ひかる）／ Pink Five
演：牧野美千子
是位女大學生。
其個性尤為細心溫柔，而自身亦對於植物方面的了解頗深。
其專長為吹橫笛，變身後有時也將橫笛當作武器使用。
因為年幼時曾患重病住院，在那時受到護士的細心照料，此後便很景仰護士。
變身後具有超電子Beam Light，能照亮在漆黑中的敵人；此外其自身的超電子頭腦亦能夠釋放屏障Pink Barrier以及閃光攻擊Pink Flash。
Peebo
聲：太田淑子
來自Bio星的機械人，平時會於基地執行內勤工作。
過往於Bio星則為研發Bio粒子的輔助機械人，而在Bio星發生內部戰爭期間便與Bio Robo來到地球。
後期才得知自己能夠透過與Bio Robo結合以大幅提升Bio粒子之能量；而最後在與Gear的戰鬥完結後便決定駕駛Bio Dragon告別地球踏上旅途。

### 新帝國 Gear
新帝國 Gear，為由總統Doctorman創立及統領的機械人帝國。
貫徹「機械是優秀，機械是絕對，機械是永遠」之精神，而組織員對Doctorman的尊稱則為「For the Man!」。
總統 Doctorman
演：幸田宗丸／土師孝也（年輕時期）
新帝國Gear的創始人與最高權力者，自稱為「世界第一的科學家」。
原為人類機械人研究學家－「蔭山 秀夫（かげやま ひでお）」。他於進行腦細胞與電腦的研究期間，開發了能讓人類頭腦成長數千倍的利用方法，並且對自己進行腦細胞強化的實驗，最後雖然成功成為最強的頭腦，卻也發生肉體老化的副作用，故決定將自身肉體改造為機械人，但自己仍無法捨棄作為人類的情感。
最後在Big 3跟Silver相繼死去後便根據巴爾吉昂作為藍本設計具備反Bio粒子的新機甲巨人－帝王Megas，並且在Neograd設置反Bio粒子炸彈意圖將地球毁滅，結果在帝王Megas被擊敗後便返回Neograd，而身負重傷的Doctorman則在生化人跟其兒子秀一面前自爆。
Big 3
Gear的三名機械人幹部，負責於前線指揮戰鬥。
三人曾因知悉Doctorman原為人類的身份而計謀叛變，然而最後卻被對方察覺並且被加以改造為忠誠機械人。
後期三人皆被Doctorman改造而獲得能力提升，同時亦兼任Neo機甲巨人的駕駛員。
梅森
演：中田博久
Big 3中頭腦最聰明的一員，擅長作戰策劃。
其武器為能釋放光束攻擊的棍棒，而自身的戰鬥能力亦相當強；後期被改造後的梅森其頭部則有機械露出，而其右手亦裝備導彈及可變換為火神炮。
最後為與Silver爭奪巴爾吉昂而與之一對一單挑時被對方以其雙手臂的鐵棒型天線刺中胸膛而死，臨終時更呼喊對Doctorman的尊稱。
法拉
演：飛鳥裕子
Big 3中唯一一位女性機械人，亦是三人中性格最殘忍的。
其武器為一把能發射光束的細劍，而其本身亦相當擅長變裝；而後期被改造後其嘴部可吐息火焰，而其肩部亦配備雷射炮。
在Gear成功俘虜巴爾吉昂時便作為其駕駛員，然而在駕駛巴爾吉昂迎戰Bio Robo時卻不敵對方的Bio粒子斬而身負重傷，最後負傷的法拉則駕駛巴爾吉昂返回Neograd跟Doctorman作最後的報告後便死於前往司令室的樓梯。
蒙斯塔
演：Strong金剛
Big 3中最莽撞也最具蠻力的一員。
個性愚笨，但視獸王為其弟弟。
其武器為一把大型斧頭；而後期被改造後其右手掌則可變形為大鐵手、大刀與大鐵球等。
最後在獸王死後便帶同其頭顱駕駛超級Megas迎戰Bio Robo，而在對戰期間巴爾吉昂亦突然出現，但最後蒙斯塔卻不敵Bio Robo的Bio粒子斬而死，臨終時卻成功將巴爾吉昂送到Neograd。
獸士
Gear的獸型戰鬥機械人，聽從Big 3的指揮在前線戰鬥。
後來Doctorman為證實獸士們的存在目的而指揮新機甲巨人金屬Megas攻擊他們，結果除了刀獸與阿庫艾格被擊敗外，其餘三人則獲Doctorman進行改造手術。
刀獸
聲：八代駿
擁有鳥類與翼龍外貌的獸士。
擅長空中戰，並會以超聲波進行攻擊。
然而最後卻不敵金屬Megas的攻擊而死。
賽貢
聲：山下啓介
擁有不動明王與阿修羅外貌的獸士。
以杖作為武器，擅長操縱念力進行戰鬥，而其可旋轉的頭部皆有三張臉孔，而初期其中一張臉孔更能噴出火焰；後期經改造後一張臉孔之雙眼能釋放光束；而另一張臉孔亦能從嘴部吐息火球攻擊，並且多跟隨梅森行動。
最後為保護梅森而替其擋下生化人的Super Electron而死。
獸王
聲：安西正弘
獸士中力氣最大的一員。
視蒙斯塔為其老大，但個性與蒙斯塔同樣愚笨。
以鐵球作為武器，而初期其手指亦能發射子彈；後來在經金屬Megas攻擊後雖生還，卻因史朗則帶同其墜下山崖而導致其身體破碎。其後蒙斯塔拼命收集其殘骸後帶回Neograd向Doctorman求情，並獲得對方的收復及改造，而經改造後其胸膛則能變形為多槍口式火箭炮，並且多跟隨蒙斯塔行動。
最後為保護蒙斯塔而替其擋下生化人的Super Electron而死。
滅茨拉
聲：伊澤弘
擅長進行間諜活動的獨眼獸士。
以佩劍作為武器，而其左手則為鉗型刀，而自身亦擁有製造分身、虛構空間及化為綠色液體行動之能力；而後期經改造後擁有製造幻覺的能力，其右手臂亦能自由伸縮，並且多跟隨法拉行動。
最後為保護法拉而替其擋下生化人的Super Electron而死。
阿庫艾格
聲：永井寬孝
食人鯧外貌的獸士。
以魚叉作為武器，具有敏捷的行動力及速度以應對水陸兩戰，並擅長以泡沫進行攻擊。
然而最後卻不敵金屬Megas的攻擊而死。
法拉貓
演：大島由加利
法拉身旁的女性機械人保鑣。
擅長近戰格鬥，而其武器為雙截棍與小刀。
最後在生化人第二次進攻Neograd時則迎戰其，結果卻不敵對方的連環攻擊而死。
機甲巨人
Gear的具人工意識之大型作戰機械人，通稱「Kans」。
Neo機甲巨人
Gear後期的大型作戰機械人，通稱「Megas」。
其威力與裝甲為Kans的強化型，並配備駕駛艙。至於當Megas被擊敗後，駕駛艙內的駕駛員便會在脫出後便駕駛Neograd戰鬥機離開戰場。
機甲克隆
Gear的機械人士兵。
能夠偽裝人類，而其武器皆有劍、槍、斧頭等。
Prince
演：井浦秀智
被作為Doctorman的繼任人之左右手，於第19-20集登場。
實為Doctorman因其希望自己擁有兒子的意念而製造的機械人，擁有較Big 3更強烈的戰鬥力跟行動力。
後被南原以母親之言論產生動搖而暴走，而在被Gear逮到時卻意外揭穿其僅為機械人，而最後在被Doctorman消除相關記憶及改造後與生化人戰鬥，結果在駕駛怪誕Kans與Bio Robo決戰時被消滅。
美樹
演：柴田時江
身穿女學生水手服的機械人少女，於第43-44集登場。
初現身時為冷酷無情的機械人，並且作為撒旦Megas的不死媒介，後來意外遇上柴田博士後則被其裝上良心迴路而擁有溫柔和善的個性。
最後為能讓生化人擊敗撒旦Megas而選擇犧牲自己。

### Bio星
Bio星，為過往在銀河系的一顆擁有高度文明之星球。
當地的Bio星和平聯盟為能促進物質活性化而成功研發Bio粒子，然而與之立場相反的反Bio同盟則認為對方研發Bio粒子僅為武器開發，故在成功研發反Bio粒子後與對方引發了戰爭，而最後Bio星亦在雙方的戰爭下滅亡。
Peebo
參照生化人的協力者／相關者。
Bio獵人 Silver
聲：林一夫
由反Bio同盟以反Bio粒子能量設計的殺手型機械人，於第37集初登場。
以反Bio粒子能量驅動的槍械Bi-Buster作為武器，其雙手臂後方具有伸縮式鐵棒偵測器以探測Bio粒子能量的所在，另外其自身在移動時會化身一顆銀色星星。
在Bio星的戰爭中成功駕駛巴爾吉昂逃離星球，然而在抵達地球時卻遇上意外而與巴爾吉昂失散，而在地球找尋巴爾吉昂期間亦對擁有Bio粒子能量的生化人無差別攻擊。
最後在駕駛巴爾吉昂迎戰Bio Robo時卻不敵對方以增強幅度的Bio粒子斬之攻擊而死，臨終時仍不願放過生化人。
巴爾吉昂
由反Bio同盟設計的巨大機械人，於第37集初登場。
以其胸部的反Bio粒子炮以及大劍巴爾吉昂Maser作為武器。
在與Silver抵達地球時卻意外與其失散，而直到Bio Robo與超級Megas對戰時才再現，但亦曾不慎被Gear俘虜。
最後在迎戰Bio Robo時卻不敵對方以增強幅度的Bio粒子斬而被擊敗。

### 其他角色
蔭山 秀一（蔭山 秀一，かげやま しゅういち）
演：井浦秀智（分飾）
Doctorman／蔭山秀夫的親生兒子，於第25集初登場。
於其嬰兒時期時被選擇離開丈夫的母親帶走並托付於中村家收養，並另化名為「中村 公一（なかむら こういち）」。
初時曾為打探其失蹤雙親之下落而登上電視，同樣亦因其外貌與Gear的Prince相似而受到生化人與Gear的矚目；後來在收到其母親的訊息後才知悉其父親過往所為，而最後便決定暫時離開東京。
後期被柴田博士收留並作為其助手。
鄉 紳一朗（ごう しんいちろう）
演：中丸忠雄
研究「良心迴路」的科學家，於第43集初登場。
為史朗的父親，與Doctorman（蔭山秀夫）亦為過往的好友。
為了能夠阻止其昔日好友的惡行以及研究機械人與良心迴路，在成功設局讓自己假死後卻不惜將自己肉體改造為機械人，並且以「柴田（しばた）」之化名繼續對機械人的研究。
最後為替生化人跟秀一脫險而選擇犧牲自己。

## 生化人的裝備
裝備／武器
技術手環
Peebo給予生化人的變身手環兼通信器。
Bio Suits
生化人於變身後所穿的戰鬥服。
其頭盔配有超電子頭腦以助生化人計算及分析大量資料，另外為了防止超電子頭腦損壞也具備關閉的功能，但期間生化人則不能互相通信。
後期為了強化戰力則被Peebo強化，但同時生化人須經過鍛鍊體力跟精神力以讓其與Bio粒子的能量同步。
Bio劍
生化人的共同配備武器。
可變形為「槍械」、「短劍」及「長劍」模式。
聯合招式
Bio Electron
為生化人初期應付獸士的一系列招式。
Miracle Laser
以聚合各人的Bio劍（長劍）釋放雷射光束之招式。
Bio Electro Beam
以聚合各人的Bio劍（槍械）集中一點之射擊。
Miracle Bomber
以聚合各人的Bio劍（短劍）發射光束之招式。
Bio Big Arrow
以使用大型的Bio弓發出光束箭之射擊。
Bio Super Electron
從各人的超電子頭腦放射的電子能量光束。
Super Electron
為生化人後期為應付被改造後的獸士而對Bio Suits強化後的新招式，於第34集正式出現。
當五人將其Bio粒子之能量發揮至全身後則躍起於空中，並一同相擁後便化為一顆光球攻擊。
運輸工具
Bio Mecha
生化人的兩台超級機車，兩台皆具備發射鉤繩的功能。
紅色機車為1號，主要由Red One駕駛；而黃色機車則為2號，主要則由Yellow Four駕駛。
Bio Turbo
主要由Green Two﹑Blue Three與Pink Five乘坐及駕駛的超級汽車，並配備偵測雷達及導彈砲等。

### 大型機械
Bio Dragon
生化人的大型航空母艦。
可收納兩台Bio Jet，而配備武器為兩門雷射炮。
   Bio Jet 1號
由Red One與Pink Five乘坐及駕駛的戰鬥機。
為Bio Robo的頭部、胸部及雙手臂。
     Bio Jet 2號
由Green Two、Blue Three與Yellow Four乘坐及駕駛的戰略轟炸機。
為Bio Robo的腰部及雙腿。
Bio Robo
由兩台Bio Jet合體的大型機械人。
具有人工意識，而其腰部及肩部皆能發射導彈。
其必殺武器為大劍Super Maser，初期能使出不同類型的招式；而後期則為應付新機甲巨人而成功研發藉對劍身注入Bio粒子的能量後便對敵人斬擊之「Bio粒子斬」。

## 設定
Bio Base
生化人的基地，位於富士山山麓地底。
在Peebo抵達了地球後不久便建立；然而最後則被Doctorman駕駛的帝王Megas以鑽頭導彈摧毁。
Neograd
新帝國Gear的要塞都市，位於南極大陸的廣大腹地上。
最後在Doctorman自爆後，Neograd則遭到大雪掩埋。
Neograd戰鬥機
Gear的單座式戰鬥機，而其配備武器為雷射炮。

## 製作團隊
製作人員：
- 原作：八手三郎
- 製作人：
  - 朝日電視台：阿部征司、加藤守啓
  - 東映：鈴木武幸
  - 東映Agency：富田泰弘

- 劇本：曾田博久、藤井邦夫、鷺山京子、山本優、鳴海丈
- 導演：堀長文、山田稔、服部和史
- 動作導演：山岡淳二、橫山稔
- 配樂：矢野立美
- 特攝導演：矢島信男
- 製作：朝日電視台、東映、東映Agency

皮套演員：
-  Red One：新堀和男
-  Green Two：劍持誠、石垣廣文（代演）
-  Blue Three：喜多川務
-  Yellow Four：辻井啓嗣
-  Pive Five：竹田道弘

## 播放列表
以下時間以當地時間（日本時間）為準：
| 播放日期   | 集數 | 標題 （日語）（漢譯） | 登場機甲巨人→Neo機甲巨人 | 編劇     | 導演     |
| ---------- | ---- | --------------------- | ------------------------ | -------- | -------- |
| 1984/02/04 | 1    | 神秘的大型機械人出現  | - 鱟Kans                 | 曾田博久 | 堀長文   |
| 1984/02/11 | 2    | 集合！宿命的戰士      | - 惡魔Kans               | 曾田博久 | 堀長文   |
| 1984/02/18 | 3    | 我的好友 Bio Robo     | - 大猩猩Kans             | 曾田博久 | 山田稔   |
| 1984/02/25 | 4    | 自爆！機甲人類        | - 甲蟲Kans               | 曾田博久 | 山田稔   |
| 1984/03/03 | 5    | 擊敗看不見的敵人      | - 木乃伊Kans             | 曾田博久 | 服部和史 |
| 1984/03/10 | 6    | 站起來！Bio Robo      | - 犀牛Kans               | 曾田博久 | 服部和史 |
| 1984/03/17 | 7    | 被抓走的Peebo         | - 海葵Kans               | 曾田博久 | 堀長文   |
| 1984/03/24 | 8    | 戰鬥吧！向星星發誓    | - 海葵Kans               | 曾田博久 | 堀長文   |
| 1984/03/31 | 9    | 讓人消失的跳繩        | - 雙子Kans               | 藤井邦夫 | 山田稔   |
| 1984/04/07 | 10   | 再見了Yellow          | - 變色龍Kans             | 曾田博久 | 山田稔   |
| 1984/04/14 | 11   | 新戰士純登場          | - 武士Kans               | 曾田博久 | 山田稔   |
| 1984/04/21 | 12   | 殺人兇手Green！       | - 錘子Kans               | 藤井邦夫 | 服部和史 |
| 1984/04/28 | 13   | 純啊！                | - 鯊魚Kans               | 曾田博久 | 堀長文   |
| 1984/05/05 | 14   | 新頭腦Brain！         | - 錨Kans                 | 曾田博久 | 堀長文   |
| 1984/05/12 | 15   | 女戰士火焰般的誓言    | - 青蛙Kans               | 鷺山京子 | 山田稔   |
| 1984/05/19 | 16   | 快跑吧21599秒         | - 尼普頓Kans             | 曾田博久 | 服部和史 |
| 1984/05/26 | 17   | 我看到龍宮城了        | - 龜Kans                 | 曾田博久 | 山田稔   |
| 1984/06/02 | 18   | 超能力少女的禱告      | - 埴輪Kans               | 鷺山京子 | 山田稔   |
| 1984/06/09 | 19   | 父親是Doctorman       | - 怪誕Kans               | 曾田博久 | 服部和史 |
| 1984/06/16 | 20   | Prince的挑戰！        | - 怪誕Kans               | 曾田博久 | 服部和史 |
| 1984/06/23 | 21   | 守護Bio Base          | - 照相機Kans             | 鷺山京子 | 山田稔   |
| 1984/06/30 | 22   | 大盜賊？！Blue！      | - 聖甲蟲Kans             | 曾田博久 | 山田稔   |
| 1984/07/07 | 23   | 呦！人偶的襲擊        | - 食人鯧Kans             | 藤井邦夫 | 服部和史 |
| 1984/07/14 | 24   | 會爆炸的愛之花！      | - 毒蛾Kans               | 鷺山京子 | 服部和史 |
| 1984/07/21 | 25   | Prince的幽靈？        | - 幽靈Kans               | 曾田博久 | 山田稔   |
| 1984/07/28 | 26   | 父親可怕的秘密        | - 幽靈Kans               | 曾田博久 | 山田稔   |
| 1984/08/04 | 27   | 蜘蛛地獄的女戰士      | - 蜘蛛Kans               | 鷺山京子 | 堀長文   |
| 1984/08/11 | 28   | 暗殺Doctorman         | - 章魚Kans               | 曾田博久 | 堀長文   |
| 1984/08/18 | 29   | 東京消失之日？！      | - 水母Kans               | 鷺山京子 | 服部和史 |
| 1984/08/25 | 30   | 最強Kans之魔劍        | - 螳螂Kans               | 曾田博久 | 服部和史 |
| 1984/09/01 | 31   | 新型態？！Megas出現   | - 金屬Megas              | 曾田博久 | 山田稔   |
| 1984/09/08 | 32   | Gear的大改造作戰      | - 斧Megas                | 曾田博久 | 山田稔   |
| 1984/09/15 | 33   | 出現嗎？！新必殺技    | - 骷髏Megas              | 曾田博久 | 堀長文   |
| 1984/09/22 | 34   | 看吧！Bio的力量       | - 摔角手Megas            | 曾田博久 | 堀長文   |
| 1984/09/29 | 35   | 6號之男               | - 兇猛Megas              | 曾田博久 | 堀長文   |
| 1984/10/06 | 36   | 變身男孩              | - 兇猛Megas              | 曾田博久 | 堀長文   |
| 1984/10/13 | 37   | 殺手Silver！          | - 加農炮Megas            | 曾田博久 | 服部和史 |
| 1984/10/20 | 38   | 神秘的巴爾吉昂        | - 戰鬥Megas              | 曾田博久 | 服部和史 |
| 1984/10/27 | 39   | 梅森的陷阱！          | - 音波Megas              | 山本優   | 山田稔   |
| 1984/11/03 | 40   | 被奪走的Turbo！       | - 事故Megas              | 曾田博久 | 山田稔   |
| 1984/11/10 | 41   | 惡魔的催眠曲！        | - 亞馬遜Megas            | 鷺山京子 | 服部和史 |
| 1984/11/17 | 42   | 鄉！賭上性命！        | - 雷Megas                | 鳴海丈   | 服部和史 |
| 1984/11/24 | 43   | 水手服的戰士          | - 撒旦Megas              | 曾田博久 | 堀長文   |
| 1984/12/01 | 44   | 美麗的良心迴路        | - 撒旦Megas              | 曾田博久 | 堀長文   |
| 1984/12/08 | 45   | 人類炸彈純！          | - 巴洛克Megas            | 藤井邦夫 | 山田稔   |
| 1984/12/15 | 46   | 逃脫！陷阱之鎮！      | - 橄欖球Megas            | 鷺山京子 | 山田稔   |
| 1984/12/22 | 47   | 柴田博士的真面目！？  | - 鏡頭Megas              | 曾田博久 | 山田稔   |
| 1984/12/29 | 48   | 現身！巴爾吉昂        | - 超級Megas              | 曾田博久 | 服部和史 |
| 1985/01/12 | 49   | 危險Bio Robo          | -                        | 曾田博久 | 服部和史 |
| 1985/01/19 | 50   | 突擊Neograd           | -                        | 曾田博久 | 山田稔   |
| 1985/01/26 | 51   | 再見了！Peebo         | - 帝王Megas              | 曾田博久 | 山田稔   |

## 音樂
片頭曲：
作詞：康珍化
作曲：加瀨邦彥
編曲：矢野立美
演唱：宮內堂千
片尾曲：
作詞：康珍化
作曲：加瀨邦彥
編曲：矢野立美
演唱：宮內堂千
插曲：

作詞：八手三郎
作曲：加瀨邦彥
編曲：田中公平
演唱：宮内堂千、蟋蟀'73

作詞：吉田健美
作曲：加瀨邦彥
編曲：田中公平
演唱：石渡真紀

作詞：冬杜花代子
作曲、編曲：矢野立美
演唱：宮内堂千

作詞：冬杜花代子
作曲、編曲：矢野立美
演唱：蟋蟀'73、Japan Echo Singers

作詞：吉田健美
作曲：加瀨邦彥
編曲：矢野立美
演唱：宮内堂千、蟋蟀'73、Japan Echo Singers

作詞：曾田博久
作曲、編曲：田中公平
演唱：太田淑子、哥倫比亞搖籠會

作詞：八手三郎
作曲：田中公平
編曲：矢野立美
演唱：宮内堂千

作詞：冬杜花代子
作曲：加瀨邦彥
編曲：田中公平
演唱：阪本良介

## 劇場版
《超電子生化人》
與此作同名的劇場版電影，於1984年7月14日首映。
製作人員：
- 導演：堀長文
- 動作導演：山岡淳二
- 特攝導演：矢島信男
- 劇本：曾田博久